# Jedlicze A
Jedlicze A – wieś w Polsce położona w województwie łódzkim, w powiecie zgierskim, w gminie Zgierz. Wieś została utworzona decyzją administracyjną w 1867 roku po upadku powstania styczniowego z podziału wsi Jedlicze na odrębne zespoły osadnicze, tj. Jedlicze A, Jedlicze B, Jedlicze C (tzw. „Włościańskie”) oraz Jedlicze Górne (tzw. „Za Wodą”).
W latach 1975–1998 miejscowość administracyjnie należała do ówczesnego województwa łódzkiego.

## Geografia

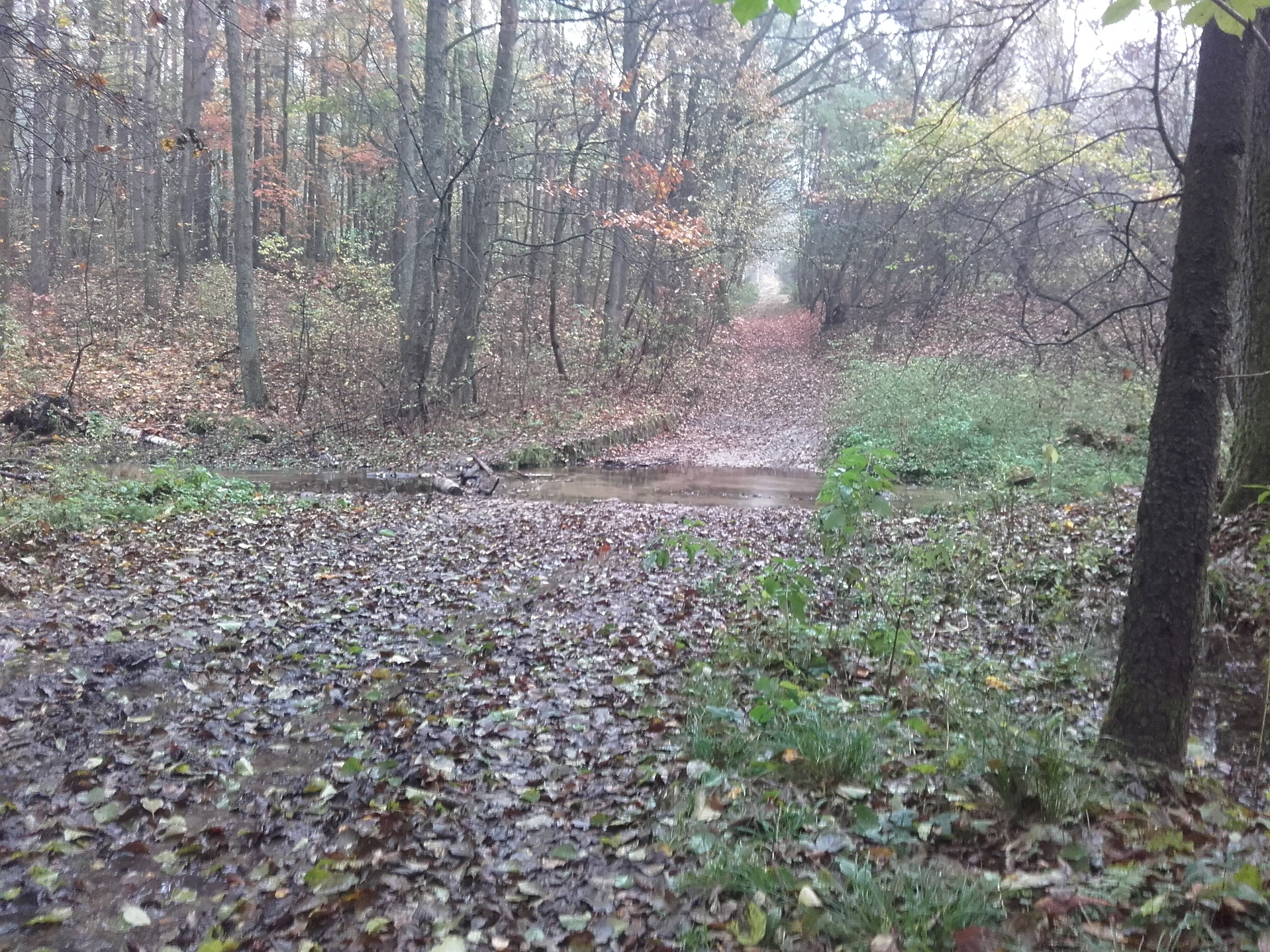
Jedlicze A - Prownia (bród na rzece Lindzie)

Wieś położona jest w granicach gminy Zgierz, na południe i zachód od rzeki Linda, która jest prawym dopływem rzeki Bzury, obejmując jej lewobrzeżną polodowcową pradolinę oraz położone w okolicy torów kolejowych źródła rzeki.
Teren jest mieszanką obszarów wiejskich na południu i w rejonie głównej zabudowy, oraz położonego na północy kompleksu leśnego obejmującego też rezerwat Grądy nad Lindą.

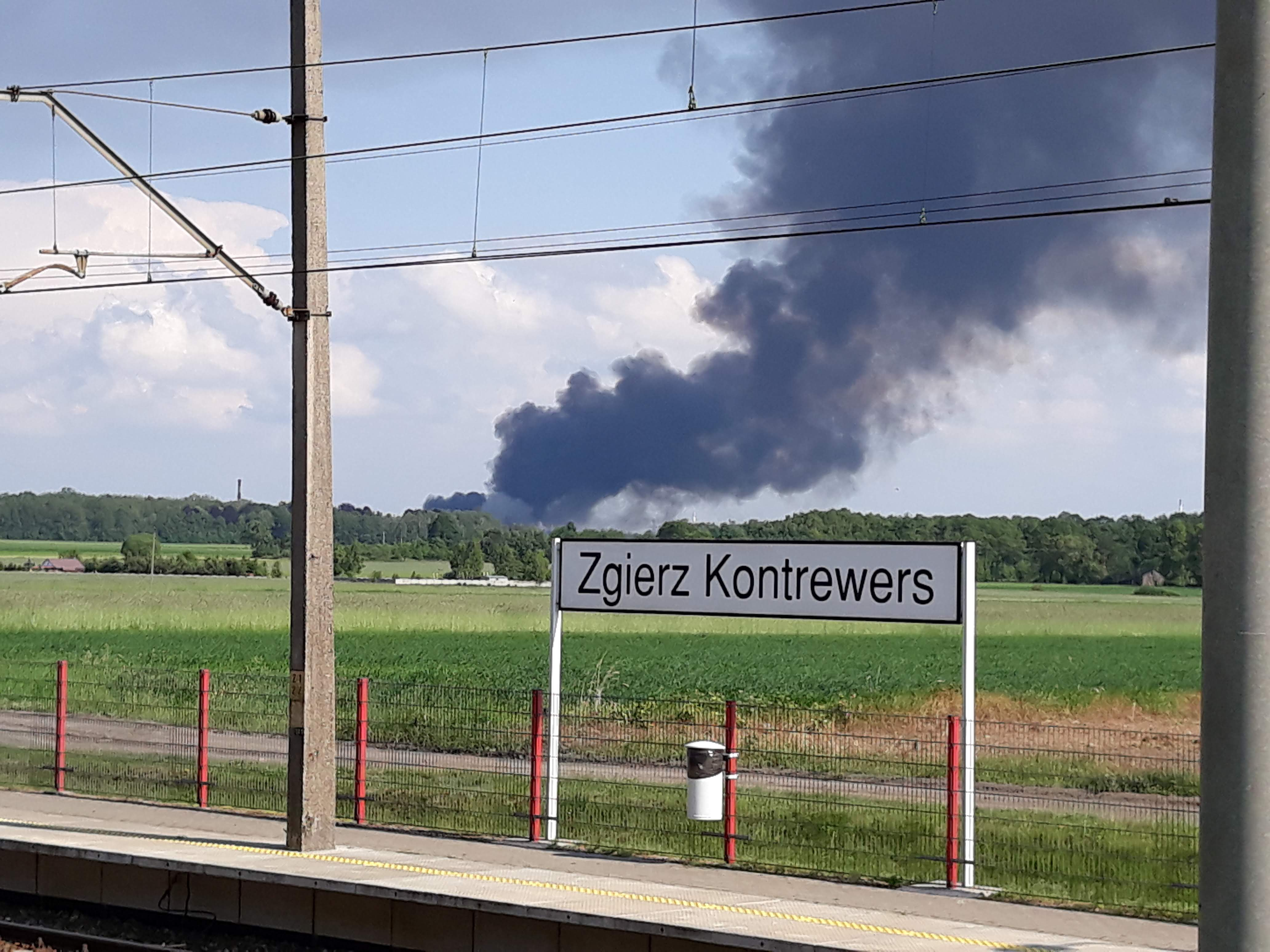
Stacja PKP, kiedyś "Jedlicze Łódzkie"

W 1924 roku została zbudowana linia kolejowa Zgierz – Kutno, na której w ramach wsi funkcjonuje obecnie przystanek kolejowy PKP. Pierwotnie nazwany był Jedlicze Łódzkie, a obecnie nosi nazwę Zgierz Kontrewers.

## Historia
Wieś Jedlicze była w roku 1512 wsią leżącą w parafii zgierskiej i należącą do rodziny Jedlickich, która funkcjonowała pod nazwą Yedlicze. W 1576 roku właścicielem ówczesnych Jedlic – wsi graniczącej ze Zgierzem był Maciej Jedlicki z braćmi. Od wieków Jedlicze wraz z Brużyczką Małą płaciły dziesięcinę z ról dworskich i chłopskich na rzecz kościoła św. Katarzyny w Zgierzu. Jedlicze dawało również dziesięcinę na „stół Arcybiskupi”, czyli bezpośrednio do Gniezna. W opisie parafii zgierskiej z 1784 roku możemy znaleźć opis Jedlicza jako: wsi J. Według Wesla będącą cząstką Imci Pana Makowskiego dziedziczną, która leży między północą i zachodem pół mili wielkie od kościoła parafialnego św. Katarzyny w Zgierzu (Wierzbowski, 2004).
W Księstwie Warszawskim, po wprowadzeniu Kodeksu Napoleona, powstały Urzędy Stanu Cywilnego. Urzędnikiem w owym czasie bardzo często bywał miejscowy proboszcz lub wikary. Obowiązek zgłaszania urodzin, zgonów czy ślubów dotyczył jednak wszystkich ludzi i wszystkich wyznań. W roku 1827 Jedlicze figurowało jako własność prywatna. Była to wieś leżąca w parafii Zgierz i powiecie zgierskim. Liczyła 13 domów i 117 mieszkańców.
Jedna nazwa miejscowości – Jedlicze, funkcjonowała do powstania styczniowego 1863 r. Po jego zakończeniu, w ramach uwłaszczenia przeprowadzonego z nakazu cara, nastąpił podział, w wyniku którego powstało kilka zespołów osadniczych. W 1882 roku wyglądało to następująco: wieś Jedlicze lit. A posiadało 3 domy, 11 mieszkańców i 44 morgi, wieś Jedlicze lit. B – 8 domów, 116 mieszkańców i 88 mórg, kolonia Jedlicze A, składająca się z 30 domów, 92 mieszkańców i 460 mórg (w tym 339 mórg ziemi ornej) oraz Jedlicze lit. C – osada włościańska licząca 2 domy, 23 mieszkańców i 28 mórg.

### Kościół mariawicki
W pierwszej dekadzie XX w. powstał w Jedliczu murowany kościół mariawicki, będący filią parafii zgierskiej (trzeciej parafii mariawickiej na ziemiach polskich). W skład parafii wchodziło początkowo 600 parafian. Nabożeństwa odbywały się tam w każdą środę oraz co miesiąc w niedzielę. Obok wspomnianego kościoła wzniesiono również dom parafialny, w którym znajdowała się wówczas szkoła elementarna. Kościół istniał do połowy XX w., kiedy to nieużywany, został rozebrany przez okolicznych mieszkańców. Rozbiórki dokonano prawdopodobnie w 1957 roku.

### Szkoła
W 1938 roku na skutek usilnych starań rodziców (z okolicznych wsi) i przeprowadzonej przez nich zbiórki pieniędzy rozpoczęto budowę szkoły podstawowej (w bezpośrednim sąsiedztwie kościoła). Wybuch II wojny światowej spowodował jednak przerwanie rozpoczętej budowy. W tym czasie wojska niemieckie zabrały również część przygotowanych materiałów budowlanych., m.in. okna i drzwi. Zaraz po wojnie przeprowadzono kolejną zbiórkę i w 1946 roku ukończono budowę szkoły (na podstawie wywiadu z S. Reksulakiem). Budynek ten nie był tylko zwyczajną szkołą. Spełniał on również rolę miejscowego ośrodka kultury. Odbywały się tu zebrania sołeckie, szkolenia dla rolników, a także liczne przedstawienia teatralne (stroje wypożyczano z teatru Jaracza w Łodzi). Na terenie szkoły działały także różne organizacje, m.in. Harcerstwo i Polski Czerwony Krzyż. Znajdowała się tu również biblioteka, której zasoby wynosiły około 3 tysięcy woluminów.

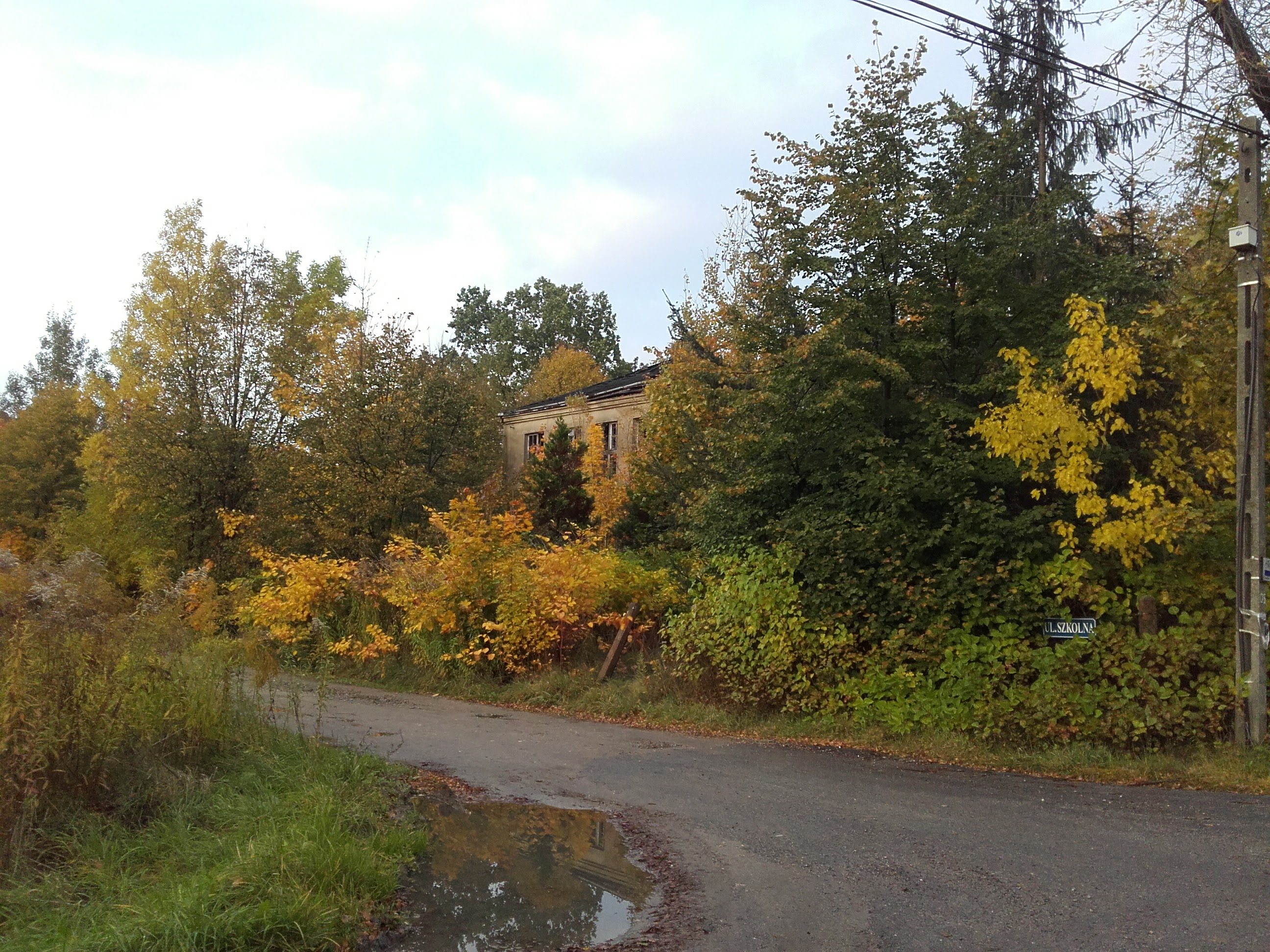
Zgliszcza szkoły podstawowej w Jedlicze A

Do drugiej połowy lat 60., kiedy to wybudowano Szkołę Podstawową w Grotnikach, była to jedyna szkoła w okolicy. Ze względu na zmniejszającą się z roku na rok liczbę uczniów została zamknięta. Nie trwało to jednak długo i po kilkuletnim przestoju podjęto jej reaktywację (1981). Próby reaktywacji nie powiodły się jednak do końca. Z początkiem lat 90. zamknięto ją ostatecznie (na podstawie wywiadu z I. Kwiatkowską). Dzisiaj ten budynek ‘straszy’ spalonym dachem, osmolonymi ścianami i wybitymi oknami, i nic w tym względzie się nie dzieje.

### Ludzie

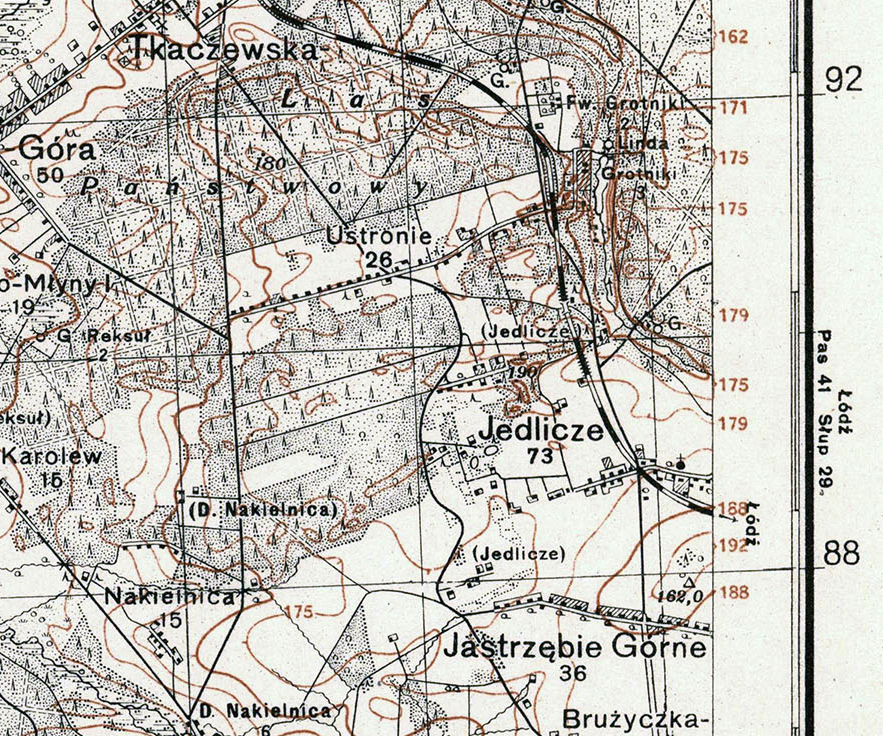
Wieś Jedlicze na fragmencie mapy topograficznej okolic Ozorkowa z 1930 roku.[http://maps.mapywig.org/m/WIG_maps/series/100K_300dpi/P41_S28_OZORKOW_1930_300dpi_bcuj298437-289440.jpg

Jedlicze A i Jedlicze B są pozostałością carskich podziałów. W związku z tymi podziałami jeszcze do niedawna (a możliwe, że również i dziś) występowała tu nazwa części wsi – Tabelówka. W Jedliczu A na określenie pól używana jest nazwa Góry. Z ostatnich wykazów zniknęło inne określenie pól – Koszarówka.
Cyklicznie raz w miesiącu, na terenie tutejszej świetlicy wiejskiej (w dawnej remizie OSP) odbywa się wydarzenie o charakterze Ryneczku.

#### Wiek XVIII[5]
Mieszkańcami wsi byli posiadacze nazwisk:
Augustyniak, Bajtuł, Baczyk, Batuła, Czapliński, Gałamon, Jaguszewski, Kołodziejczak, Makowski, Potępa, Psyk, Walczak, Wodzyński

#### Wiek XIX[6]
Mieszkańcami wsi byli posiadacze nazwisk:
Antczak, Augustyniak, Augustynowicz, Banasiak, Banikowski, Bełdowski, Błaszczyk, Bonikowski, Cajdler, Cenkier, Ceran, Chrzanowski, Chyliński, Dynkowski, Franciszkowski, Frątczak, Funkiewicz, Gałamach, Gałamon, Gieraga, Goss Gurczyk, Heliński, Jagustynowicz, Janczak, Janicki, Janiszewski, Janicki, Janowski, Janikowski, Jesiołowski, Juras, Juszczak, Kacprzak, Kaczmarek, Kępiński, Kołodziejczak, Kostrzewa, Kowalczyk, Kowalski, Krawczyk, Krzyżanowski, Leśniewicz, Lewandowski, Libiszewski, Lipiński, Luźniakowski, Łobuda, Maciaszczyk, Maciński, Madaliński, Mielczarek, Mikołajczyk, Niewiadomski, Ociesielski, Olejniczak, Olszewski, Pasiński, Pawlak, Pietrzak, Potępa, Przybylski, Radwański, Rajski, Reksulak, Rogalski, Sibilski, Sikorski, Sobczak, Stańczyk, Starzyński, Stasiak, Stegliński, Stolarczyk, Stróż, Struś, Styczyński, Surowiecki, Świderski, Sybislki, Szczepaniak, Szprync, Szymczak, Tomaszewski, Tomczak, Walczak, Wiśniewski, Witaszek, Witkowski, Wojciechowski, Wojtas, Ziemba.
Dokumenty administracyjne dotyczące narodzin, ślubów i zgonów z czasów Księstwa Warszawskiego są tak dokładne, że oprócz nazwisk, miejsca zamieszkania danej osoby, podawany jest nawet numer domu. Ta praktyka w czasach podzaborowego Królestwa Polskiego i po powstaniu styczniowym nie była już stosowana.